# Sólyom Ildikó
Sólyom Ildikó (Székesfehérvár, 1940. június 27. –) magyar színésznő.

## Életpályája
Székesfehérváron született, 1940. június 27-én. A Színház- és Filmművészeti Főiskolát 1961-ben végezte el. Egy évadot a Veszprémi Petőfi Színházban töltött. 1963-tól a József Attila Színház színésznője. Szerepelt a Vígszínházban is.1969 és 1979 között a Nemzeti Színház tagja volt.
1979 és 1984 között nem lépett színpadra. 1984-től ismét a Nemzeti Színház művésze volt.
Édesapját, Sólyom László altábornagyot hat társával 1950-ben koncepciós per alapján halálra, özvegyét börtönbüntetésre, a nagyszülőket a kicsi gyerekekkel kitelepítésre ítélték. A Kádár-korszakban a részleges rehabilitáció után a családnak megígérték, hogy a párt segíti őket. Annak viszont nem örültek, hogy Ildikó ezzel a névvel a színi pályát választotta. Két könyvet is írt erről az időszakról, a meghurcoltatásáról illetve pályájának megtöréséről Megtörténhetett!? (JATE Kiadó, 1988) illetve …ami a moSólyom mögött van (Magyar Hírlap Könyvek, 1989) címmel. Harmadik könyve két kötetben, 2007-ben jelent meg Összetört-Szétszakadt-Elillant... címmel. A történelmi regény alcíme A Sólyom tábornok-per utóélete. Testvére Sólyom László, televíziós rendező, operatőr.

## Fontosabb színházi szerepeiből
- Jókai Mór – Hevesi Sándor: A kőszívű ember fiai... Alphonsine
- William Shakespeare: Vízkereszt vagy amit akartok... Olivia
- Anton Pavlovics Csehov: Három nővér... Natalja Ivanovna
- Marcel Achard: A világ legszebb szerelme... Marie de Surgeres hercegnő
- Katona József: Bánk bán... Bendeleiben Izidóra
- Jean Anouilh: Becket... Gwendoline
- Jean Anouilh: A barlang... A grófnő
- Fjodor Mihajlovics Dosztojevszkij: A félkegyelmű... Adelaide
- Vlagyimir Vlagyimirovics Majakovszkij: Poloska... Zoja Berjozkina
- Alexandre Dumas: A három testőr... Bonacieux-né
- Fernando de Rojas: Celestina... Lucrecia
- Arthur Miller: Pillantás a hídról... Catherine
- Arthur Miller: Bűnbeesés után... Elsie
- Agatha Christie: Gyilkosság a paplakban... Clara, Mrs. Price Ridley szobalánya
- Branislav Nušić: Dr. Pepike... Marica
- Szomory Dezső: II. József császár... Kaunitz grófné
- Kós Károly: István király – Az országépítő... Bajor Gizella
- Németh László : Nagy család... Vera, Lidi barátnője
- Vészi Endre: Hajnali beszélgetés... Zsófi
- Gyárfás Miklós: Egy nő, akinek lelke van... Piroska
- William Somerset Maugham – Nádas Gábor – Szenes Iván: Imádok férjhez menni... Denise
- Berkesi András: Thomson kapitány... Várnagy Júlia
- Berkesi András: Húszévesek... Galeritag
- Kertész Imre: Cyrano házassága... Ibolya
- Kállai István: A csodabogár... Saci
- Mesterházi Lajos: Férfikor... Lenke
- Örkény István: Sötét galamb...Sylvia

## Önálló est
- Szerelem minden időben
- Megtörténhetett!? (Jurta Színház)

## Filmek, tv
- Rangon alul (1960)
- Az arc nélküli város (1960)
- Dúvad (1961)
- Elektra (1962)
- Nem értem a nőket... (1963)
- Özvegy menyasszonyok (1964)
- Másfél millió (1964)
- Mit csinált felséged 3-tól 5-ig? (1964)
- Kár a benzinért (1965)
- Svéd gyufa (1965)
- Zöldár (1965)
- A bunda (1966)
- Az örökös (1969)
- Csehov: Nyaralók (1970)
- Só Mihály kalandjai (1970)
- Fegyház a körúton (1971)
- Pirx kalandjai (sorozat)

A Galilei-állomás rejtélye című rész (1973)
Víkend a Marson című rész (1973)
- Intőkönyvem története (1974)
- Szép versek '82 (1982)

## Könyvei
- Megtörténhetett?; Irodalmi Újság, Párizs, 1988 (Az Irodalmi Újság sorozata)
- Megtörténhetett!?; JATE, Szeged, 1988 ISBN 963-481-641-X
- ...ami a moSólyom mögött van; Magyar Hírlap Könyvek, Bp., 1989
- Összetört, szétszakadt, elillant... A Sólyom tábornok-per utóélete, 1-2.; Hadtörténeti Levéltár–Paktum, Bp., 2003 (Hadtörténelmi levéltári kiadványok) ISBN 9789637097256